# Interlands Noord-Iers voetbalelftal 1970-1979
Deze pagina toont een chronologisch en gedetailleerd overzicht van de interlands die het Noord-Iers voetbalelftal heeft gespeeld in de periode 1970 – 1979.

## Interlands

### 1970
|                                                                                    |               |                 |           |                                                                                |
| 18 april British Home Championship 1970 № 264 «onderlinge duels» 15:00 uur (UTC+1) | Noord-Ierland | 0 – 1           | Schotland | Windsor Park, Belfast Toeschouwers: 31.000 Scheidsrechter: Eric Jennings (ENG) |
| 18 april British Home Championship 1970 № 264 «onderlinge duels» 15:00 uur (UTC+1) |               | 58' John O'Hare |           | Windsor Park, Belfast Toeschouwers: 31.000 Scheidsrechter: Eric Jennings (ENG) |

|                                                                                    |                                                     |       |                 |                                                                                     |
| 21 april British Home Championship 1970 № 265 «onderlinge duels» 19:45 uur (UTC+1) | Engeland                                            | 3 – 1 | Noord-Ierland   | Wembley Stadium, Londen Toeschouwers: 100.000 Scheidsrechter: Gaspart Pintado (ESP) |
| 21 april British Home Championship 1970 № 265 «onderlinge duels» 19:45 uur (UTC+1) | Martin Peters 6' Geoff Hurst 57' Bobby Charlton 81' |       | 50' George Best | Wembley Stadium, Londen Toeschouwers: 100.000 Scheidsrechter: Gaspart Pintado (ESP) |

|                                                                                    |              |       |               |                                                                              |
| 25 april British Home Championship 1970 № 266 «onderlinge duels» 15:00 uur (UTC+1) | Wales        | 1 – 0 | Noord-Ierland | Vetch Field, Swansea Toeschouwers: 27.067 Scheidsrechter: James Finney (ENG) |
| 25 april British Home Championship 1970 № 266 «onderlinge duels» 15:00 uur (UTC+1) | Ron Rees 36' |       |               | Vetch Field, Swansea Toeschouwers: 27.067 Scheidsrechter: James Finney (ENG) |

|                                                                             |                                               |       |               |                                                                                                   |
| 11 november EK 1972 kwalificatie № 267 «onderlinge duels» 20:30 uur (UTC+1) | Spanje                                        | 3 – 0 | Noord-Ierland | Estadio Ramón Sánchez Pizjuán, Sevilla Toeschouwers: 26.215 Scheidsrechter: Gyula Emsberger (HUN) |
| 11 november EK 1972 kwalificatie № 267 «onderlinge duels» 20:30 uur (UTC+1) | Carles Rexach 39' Pirri 59' Luis Aragonés 77' |       |               | Estadio Ramón Sánchez Pizjuán, Sevilla Toeschouwers: 26.215 Scheidsrechter: Gyula Emsberger (HUN) |

### 1971
|                                                                            |        |                                                             |               |                                                                                     |
| 3 februari EK 1972 kwalificatie № 268 «onderlinge duels» 14:45 uur (UTC+2) | Cyprus | 0 – 3                                                       | Noord-Ierland | GSP-stadion, Nicosia Toeschouwers: 8.912 Scheidsrechter: Francesco Francescon (ITA) |
| 3 februari EK 1972 kwalificatie № 268 «onderlinge duels» 14:45 uur (UTC+2) |        | 53' Jimmy Nicholson 55' Derek Dougan 86' (pen.) George Best |               | GSP-stadion, Nicosia Toeschouwers: 8.912 Scheidsrechter: Francesco Francescon (ITA) |

|                                                                          |                                                                                      |       |        |                                                                                  |
| 21 april EK 1972 kwalificatie № 269 «onderlinge duels» 19:45 uur (UTC+1) | Noord-Ierland                                                                        | 5 – 0 | Cyprus | Windsor Park, Belfast Toeschouwers: 19.153 Scheidsrechter: Jacques Colling (LUX) |
| 21 april EK 1972 kwalificatie № 269 «onderlinge duels» 19:45 uur (UTC+1) | Derek Dougan 20' George Best 44' George Best 47' George Best 56' Jimmy Nicholson 85' |       |        | Windsor Park, Belfast Toeschouwers: 19.153 Scheidsrechter: Jacques Colling (LUX) |

|                                                                                  |               |                  |          |                                                                                     |
| 15 mei British Home Championship 1971 № 270 «onderlinge duels» 15:00 uur (UTC+1) | Noord-Ierland | 0 – 1            | Engeland | Windsor Park, Belfast Toeschouwers: 33.000 Scheidsrechter: Alistair MacKenzie (SCO) |
| 15 mei British Home Championship 1971 № 270 «onderlinge duels» 15:00 uur (UTC+1) |               | 80' Allan Clarke |          | Windsor Park, Belfast Toeschouwers: 33.000 Scheidsrechter: Alistair MacKenzie (SCO) |

|                                                                                  |           |                       |               |                                                                               |
| 18 mei British Home Championship 1971 № 271 «onderlinge duels» 20:00 uur (UTC+1) | Schotland | 0 – 1                 | Noord-Ierland | Hampden Park, Glasgow Toeschouwers: 31.643 Scheidsrechter: Clive Thomas (WAL) |
| 18 mei British Home Championship 1971 № 271 «onderlinge duels» 20:00 uur (UTC+1) |           | 14' (e.d.) John Greig |               | Hampden Park, Glasgow Toeschouwers: 31.643 Scheidsrechter: Clive Thomas (WAL) |

|                                                                                  |                    |       |       |                                                                            |
| 22 mei British Home Championship 1971 № 272 «onderlinge duels» 15:00 uur (UTC+1) | Noord-Ierland      | 1 – 0 | Wales | Windsor Park, Belfast Toeschouwers: 23.000 Scheidsrechter: Ken Burns (ENG) |
| 22 mei British Home Championship 1971 № 272 «onderlinge duels» 15:00 uur (UTC+1) | Bryan Hamilton 27' |       |       | Windsor Park, Belfast Toeschouwers: 23.000 Scheidsrechter: Ken Burns (ENG) |

|                                                                              |                               |       |               |                                                                                       |
| 22 september EK 1972 kwalificatie № 273 «onderlinge duels» 19:30 uur (UTC+3) | Sovjet-Unie                   | 1 – 0 | Noord-Ierland | Centraal Leninstadion, Moskou Toeschouwers: 51.186 Scheidsrechter: Ove Dahlberg (SWE) |
| 22 september EK 1972 kwalificatie № 273 «onderlinge duels» 19:30 uur (UTC+3) | Volodymyr Moentjan 53' (pen.) |       |               | Centraal Leninstadion, Moskou Toeschouwers: 51.186 Scheidsrechter: Ove Dahlberg (SWE) |

|                                                                            |                     |       |                        |                                                                             |
| 13 oktober EK 1972 kwalificatie № 274 «onderlinge duels» 16:00 uur (UTC+1) | Noord-Ierland       | 1 – 1 | Sovjet-Unie            | Windsor Park, Belfast Toeschouwers: 16.573 Scheidsrechter: Rolf Nyhus (NOR) |
| 13 oktober EK 1972 kwalificatie № 274 «onderlinge duels» 16:00 uur (UTC+1) | Jimmy Nicholson 13' |       | 32' Anatolij Bysjovets | Windsor Park, Belfast Toeschouwers: 16.573 Scheidsrechter: Rolf Nyhus (NOR) |

### 1972
|                                                                           |                  |       |                 |                                                                                            |
| 16 februari EK 1972 kwalificatie № 275 «onderlinge duels» 15:00 uur (UTC) | Noord-Ierland    | 1 – 1 | Spanje          | Boothferry Park, Kingston upon Hull Toeschouwers: 19.925 Scheidsrechter: Jack Taylor (ENG) |
| 16 februari EK 1972 kwalificatie № 275 «onderlinge duels» 15:00 uur (UTC) | Sammy Morgan 72' |       | 40' Txetxu Rojo | Boothferry Park, Kingston upon Hull Toeschouwers: 19.925 Scheidsrechter: Jack Taylor (ENG) |

|                                                                                  |                                 |       |               |                                                                               |
| 20 mei British Home Championship 1972 № 276 «onderlinge duels» 15:00 uur (UTC+1) | Schotland                       | 2 – 0 | Noord-Ierland | Hampden Park, Glasgow Toeschouwers: 39.710 Scheidsrechter: Clive Thomas (WAL) |
| 20 mei British Home Championship 1972 № 276 «onderlinge duels» 15:00 uur (UTC+1) | Denis Law 86' Peter Lorimer 89' |       |               | Hampden Park, Glasgow Toeschouwers: 39.710 Scheidsrechter: Clive Thomas (WAL) |

|                                                                                  |          |                 |               |                                                                             |
| 23 mei British Home Championship 1972 № 277 «onderlinge duels» 19:45 uur (UTC+1) | Engeland | 0 – 1           | Noord-Ierland | Wembley Stadium, Londen Toeschouwers: 64.000 Scheidsrechter: John Gow (WAL) |
| 23 mei British Home Championship 1972 № 277 «onderlinge duels» 19:45 uur (UTC+1) |          | 33' Terry Neill |               | Wembley Stadium, Londen Toeschouwers: 64.000 Scheidsrechter: John Gow (WAL) |

|                                                                                  |       |       |               |                                                                                   |
| 27 mei British Home Championship 1972 № 278 «onderlinge duels» 19:00 uur (UTC+1) | Wales | 0 – 0 | Noord-Ierland | Racecourse Ground, Wrexham Toeschouwers: 15.647 Scheidsrechter: Jack Taylor (ENG) |
| 27 mei British Home Championship 1972 № 278 «onderlinge duels» 19:00 uur (UTC+1) |       |       |               | Racecourse Ground, Wrexham Toeschouwers: 15.647 Scheidsrechter: Jack Taylor (ENG) |

|                                                          |                                                                  |       |               | |
| 18 oktober WK 1974 kwalificatie № 279 «onderlinge duels» | Bulgarije                                                        | 3 – 0 | Noord-Ierland | Vasil Levski Nationaal Stadion, Sofia Toeschouwers: 40.000 Scheidsrechter: Gerhard Schulenburg (FRG) |
| 18 oktober WK 1974 kwalificatie № 279 «onderlinge duels» | Hristo Bonev 18' (pen.) Bozhil Kolev 59' Hristo Bonev 85' (pen.) |       |               | Vasil Levski Nationaal Stadion, Sofia Toeschouwers: 40.000 Scheidsrechter: Gerhard Schulenburg (FRG) |

### 1973
|                                                                             |                    |       |               |                                                                            |
| 14 februari WK 1974 kwalificatie № 280 «onderlinge duels» 15:15 uur (UTC+2) | Cyprus             | 1 – 0 | Noord-Ierland | GSP-stadion, Nicosia Toeschouwers: 5.328 Scheidsrechter: Aurel Bentu (ROU) |
| 14 februari WK 1974 kwalificatie № 280 «onderlinge duels» 15:15 uur (UTC+2) | Kokos Antoniou 88' |       |               | GSP-stadion, Nicosia Toeschouwers: 5.328 Scheidsrechter: Aurel Bentu (ROU) |

|                                                                          |                    |       |                    |                                                                                   |
| 28 maart WK 1974 kwalificatie № 281 «onderlinge duels» 19:30 uur (UTC+1) | Noord-Ierland      | 1 – 1 | Portugal           | Highfield Road, Coventry Toeschouwers: 11.238 Scheidsrechter: Paul Schiller (AUT) |
| 28 maart WK 1974 kwalificatie № 281 «onderlinge duels» 19:30 uur (UTC+1) | Martin O'Neill 18' |       | 84' (pen.) Eusébio | Highfield Road, Coventry Toeschouwers: 11.238 Scheidsrechter: Paul Schiller (AUT) |

|                                                                       |                                                         |       |        |                                                                                 |
| 8 mei WK 1974 kwalificatie № 282 «onderlinge duels» 19:30 uur (UTC+1) | Noord-Ierland                                           | 3 – 0 | Cyprus | Craven Cottage, Londen Toeschouwers: 6.090 Scheidsrechter: Iorwerth Jones (WAL) |
| 8 mei WK 1974 kwalificatie № 282 «onderlinge duels» 19:30 uur (UTC+1) | Sammy Morgan 4' Trevor Anderson 32' Trevor Anderson 44' |       |        | Craven Cottage, Londen Toeschouwers: 6.090 Scheidsrechter: Iorwerth Jones (WAL) |

|                                                                                  |                          |       |                                      |                                                                                  |
| 12 mei British Home Championship 1973 № 283 «onderlinge duels» 15:00 uur (UTC+1) | Noord-Ierland            | 1 – 2 | Engeland                             | Goodison Park, Liverpool Toeschouwers: 29.865 Scheidsrechter: Clive Thomas (WAL) |
| 12 mei British Home Championship 1973 № 283 «onderlinge duels» 15:00 uur (UTC+1) | Dave Clements 22' (pen.) |       | 9' Martin Chivers 82' Martin Chivers | Goodison Park, Liverpool Toeschouwers: 29.865 Scheidsrechter: Clive Thomas (WAL) |

|                                                                                  |                    |       |                                       |                                                                            |
| 16 mei British Home Championship 1973 № 284 «onderlinge duels» 20:00 uur (UTC+1) | Schotland          | 1 – 2 | Noord-Ierland                         | Hampden Park, Glasgow Toeschouwers: 39.018 Scheidsrechter: Ken Burns (ENG) |
| 16 mei British Home Championship 1973 № 284 «onderlinge duels» 20:00 uur (UTC+1) | Kenny Dalglish 89' |       | 3' Martin O'Neill 16' Trevor Anderson | Hampden Park, Glasgow Toeschouwers: 39.018 Scheidsrechter: Ken Burns (ENG) |

|                                                                                  |                    |       |       |                                                                                   |
| 19 mei British Home Championship 1973 № 285 «onderlinge duels» 19:30 uur (UTC+1) | Noord-Ierland      | 1 – 0 | Wales | Goodison Park, Liverpool Toeschouwers: 4.946 Scheidsrechter: Bobby Davidson (SCO) |
| 19 mei British Home Championship 1973 № 285 «onderlinge duels» 19:30 uur (UTC+1) | Bryan Hamilton 14' |       |       | Goodison Park, Liverpool Toeschouwers: 4.946 Scheidsrechter: Bobby Davidson (SCO) |

|                                                                              |               |       |           |                                                                              |
| 26 september WK 1974 kwalificatie № 286 «onderlinge duels» 19:30 uur (UTC+1) | Noord-Ierland | 0 – 0 | Bulgarije | Hillsborough, Sheffield Toeschouwers: 6.206 Scheidsrechter: Rolf Nyhus (NOR) |
| 26 september WK 1974 kwalificatie № 286 «onderlinge duels» 19:30 uur (UTC+1) |               |       |           | Hillsborough, Sheffield Toeschouwers: 6.206 Scheidsrechter: Rolf Nyhus (NOR) |

|                                                                             |                |       |                 |                                                                                                |
| 14 november WK 1974 kwalificatie № 287 «onderlinge duels» 21:45 uur (UTC+1) | Portugal       | 1 – 1 | Noord-Ierland   | Estádio José Alvalade, Lissabon Toeschouwers: 6.713 Scheidsrechter: Pablo Sánchez Ibáñez (ESP) |
| 14 november WK 1974 kwalificatie № 287 «onderlinge duels» 21:45 uur (UTC+1) | Rui Jordão 34' |       | 68' Liam O'Kane | Estádio José Alvalade, Lissabon Toeschouwers: 6.713 Scheidsrechter: Pablo Sánchez Ibáñez (ESP) |

### 1974
|                                                                                  |           |                   |               |                                                                                 |
| 11 mei British Home Championship 1974 № 288 «onderlinge duels» 15:00 uur (UTC+1) | Schotland | 0 – 1             | Noord-Ierland | Hampden Park, Glasgow Toeschouwers: 53.775 Scheidsrechter: Iorwerth Jones (WAL) |
| 11 mei British Home Championship 1974 № 288 «onderlinge duels» 15:00 uur (UTC+1) |           | 39' Tommy Cassidy |               | Hampden Park, Glasgow Toeschouwers: 53.775 Scheidsrechter: Iorwerth Jones (WAL) |

|                                                                                  |                  |       |               |                                                                                   |
| 15 mei British Home Championship 1974 № 289 «onderlinge duels» 19:45 uur (UTC+1) | Engeland         | 1 – 0 | Noord-Ierland | Wembley Stadium, Londen Toeschouwers: 45.500 Scheidsrechter: Bobby Davidson (SCO) |
| 15 mei British Home Championship 1974 № 289 «onderlinge duels» 19:45 uur (UTC+1) | Keith Weller 73' |       |               | Wembley Stadium, Londen Toeschouwers: 45.500 Scheidsrechter: Bobby Davidson (SCO) |

|                                                                                  |                    |       |               |                                                                                    |
| 18 mei British Home Championship 1974 № 290 «onderlinge duels» 15:00 uur (UTC+1) | Wales              | 1 – 0 | Noord-Ierland | Racecourse Ground, Wrexham Toeschouwers: 9.311 Scheidsrechter: Pat Partridge (ENG) |
| 18 mei British Home Championship 1974 № 290 «onderlinge duels» 15:00 uur (UTC+1) | David Smallman 26' |       |               | Racecourse Ground, Wrexham Toeschouwers: 9.311 Scheidsrechter: Pat Partridge (ENG) |

|                                                                             |                           |       |                 |                                                                               |
| 4 september EK 1976 kwalificatie № 291 «onderlinge duels» 19:00 uur (UTC+1) | Noorwegen                 | 2 – 1 | Noord-Ierland   | Ullevaalstadion, Oslo Toeschouwers: 6.585 Scheidsrechter: Fred Delcourt (BEL) |
| 4 september EK 1976 kwalificatie № 291 «onderlinge duels» 19:00 uur (UTC+1) | Tom Lund 50' Tom Lund 72' |       | 3' Tommy Finney | Ullevaalstadion, Oslo Toeschouwers: 6.585 Scheidsrechter: Fred Delcourt (BEL) |

|                                                                            |        |                                     |               |                                                                               |
| 30 oktober EK 1976 kwalificatie № 292 «onderlinge duels» 19:00 uur (UTC+1) | Zweden | 0 – 2                               | Noord-Ierland | Råsundastadion, Solna Toeschouwers: 18.131 Scheidsrechter: Theo Boosten (NED) |
| 30 oktober EK 1976 kwalificatie № 292 «onderlinge duels» 19:00 uur (UTC+1) |        | 7' Chris Nicholl 23' Martin O'Neill |               | Råsundastadion, Solna Toeschouwers: 18.131 Scheidsrechter: Theo Boosten (NED) |

### 1975
|                                                                          |                    |       |             |                                                                               |
| 16 april EK 1976 kwalificatie № 293 «onderlinge duels» 17:00 uur (UTC+1) | Noord-Ierland      | 1 – 0 | Joegoslavië | Windsor Park, Belfast Toeschouwers: 25.847 Scheidsrechter: Robert Wurtz (FRA) |
| 16 april EK 1976 kwalificatie № 293 «onderlinge duels» 17:00 uur (UTC+1) | Bryan Hamilton 23' |       |             | Windsor Park, Belfast Toeschouwers: 25.847 Scheidsrechter: Robert Wurtz (FRA) |

|                                                                                  |               |       |          |                                                                               |
| 17 mei British Home Championship 1975 № 294 «onderlinge duels» 15:00 uur (UTC+1) | Noord-Ierland | 0 – 0 | Engeland | Windsor Park, Belfast Toeschouwers: 36.500 Scheidsrechter: Tom Reynolds (WAL) |
| 17 mei British Home Championship 1975 № 294 «onderlinge duels» 15:00 uur (UTC+1) |               |       |          | Windsor Park, Belfast Toeschouwers: 36.500 Scheidsrechter: Tom Reynolds (WAL) |

|                                                                                  |                                                         |       |               |                                                                                |
| 20 mei British Home Championship 1975 № 295 «onderlinge duels» 20:00 uur (UTC+1) | Schotland                                               | 3 – 0 | Noord-Ierland | Hampden Park, Glasgow Toeschouwers: 64.696 Scheidsrechter: Pat Partridge (ENG) |
| 20 mei British Home Championship 1975 № 295 «onderlinge duels» 20:00 uur (UTC+1) | Ted MacDougall 15' Ted MacDougall 21' Derek Parlane 80' |       |               | Hampden Park, Glasgow Toeschouwers: 64.696 Scheidsrechter: Pat Partridge (ENG) |

|                                                                                  |                  |       |       |                                                                              |
| 23 mei British Home Championship 1975 № 296 «onderlinge duels» 15:00 uur (UTC+1) | Noord-Ierland    | 1 – 0 | Wales | Windsor Park, Belfast Toeschouwers: 17.000 Scheidsrechter: Jack Taylor (ENG) |
| 23 mei British Home Championship 1975 № 296 «onderlinge duels» 15:00 uur (UTC+1) | Tommy Finney 23' |       |       | Windsor Park, Belfast Toeschouwers: 17.000 Scheidsrechter: Jack Taylor (ENG) |

|                                                                             |                  |       |                                          |                                                                                       |
| 3 september EK 1976 kwalificatie № 297 «onderlinge duels» 17:30 uur (UTC+1) | Noord-Ierland    | 1 – 2 | Zweden                                   | Windsor Park, Belfast Toeschouwers: 14.622 Scheidsrechter: Hans-Joachim Weyland (FRG) |
| 3 september EK 1976 kwalificatie № 297 «onderlinge duels» 17:30 uur (UTC+1) | Allan Hunter 32' |       | 45' Thomas Sjöberg 54' Conny Torstensson | Windsor Park, Belfast Toeschouwers: 14.622 Scheidsrechter: Hans-Joachim Weyland (FRG) |

|                                                                          |                                                     |       |           |                                                                                    |
| 29 oktober EK 1976 kwalificatie № 298 «onderlinge duels» 14:30 uur (UTC) | Noord-Ierland                                       | 3 – 0 | Noorwegen | Windsor Park, Belfast Toeschouwers: 8.923 Scheidsrechter: Guðjón Finnbogason (ISL) |
| 29 oktober EK 1976 kwalificatie № 298 «onderlinge duels» 14:30 uur (UTC) | Sammy Morgan 2' Sammy McIlroy 5' Bryan Hamilton 57' |       |           | Windsor Park, Belfast Toeschouwers: 8.923 Scheidsrechter: Guðjón Finnbogason (ISL) |

|                                                                             |                 |       |               |                                                                                          |
| 19 november EK 1976 kwalificatie № 299 «onderlinge duels» 18:00 uur (UTC+1) | Joegoslavië     | 1 – 0 | Noord-Ierland | JNA Stadion, Belgrado Toeschouwers: 21.545 Scheidsrechter: Antonio Camacho Jiménez (ESP) |
| 19 november EK 1976 kwalificatie № 299 «onderlinge duels» 18:00 uur (UTC+1) | Brane Oblak 21' |       |               | JNA Stadion, Belgrado Toeschouwers: 21.545 Scheidsrechter: Antonio Camacho Jiménez (ESP) |

### 1976
|                                                                      |                  |       |                        |                                                                                     |
| 3 maart Vriendschappelijk № 300 «onderlinge duels» 17:30 uur (UTC+2) | Israël           | 1 – 1 | Noord-Ierland          | Bloomfieldstadion, Tel Aviv Toeschouwers: 8.000 Scheidsrechter: Werner Spiegl (AUT) |
| 3 maart Vriendschappelijk № 300 «onderlinge duels» 17:30 uur (UTC+2) | Gideon Damti 36' |       | 58' (e.d.) Avraham Lev | Bloomfieldstadion, Tel Aviv Toeschouwers: 8.000 Scheidsrechter: Werner Spiegl (AUT) |

|                                                                                 |                                                      |       |               |                                                                               |
| 8 mei British Home Championship 1976 № 301 «onderlinge duels» 15:00 uur (UTC+1) | Schotland                                            | 3 – 0 | Noord-Ierland | Hampden Park, Glasgow Toeschouwers: 49.897 Scheidsrechter: Tom Reynolds (WAL) |
| 8 mei British Home Championship 1976 № 301 «onderlinge duels» 15:00 uur (UTC+1) | Archie Gemmill 23' Don Masson 47' Kenny Dalglish 52' |       |               | Hampden Park, Glasgow Toeschouwers: 49.897 Scheidsrechter: Tom Reynolds (WAL) |

|                                                                                  |                                                                               |       |               |                                                                                 |
| 11 mei British Home Championship 1976 № 302 «onderlinge duels» 19:45 uur (UTC+1) | Engeland                                                                      | 4 – 0 | Noord-Ierland | Wembley Stadium, Londen Toeschouwers: 48.000 Scheidsrechter: Clive Thomas (WAL) |
| 11 mei British Home Championship 1976 № 302 «onderlinge duels» 19:45 uur (UTC+1) | Gerry Francis 34' Mick Channon 35' (pen.) Stuart Pearson 63' Mick Channon 75' |       |               | Wembley Stadium, Londen Toeschouwers: 48.000 Scheidsrechter: Clive Thomas (WAL) |

|                                                                                  |                    |       |               |                                                                          |
| 14 mei British Home Championship 1976 № 303 «onderlinge duels» 19:00 uur (UTC+1) | Wales              | 1 – 0 | Noord-Ierland | Vetch Field, Swansea Toeschouwers: 9.935 Scheidsrechter: Ken Burns (ENG) |
| 14 mei British Home Championship 1976 № 303 «onderlinge duels» 19:00 uur (UTC+1) | Leighton James 24' |       |               | Vetch Field, Swansea Toeschouwers: 9.935 Scheidsrechter: Ken Burns (ENG) |

|                                                                            |                                 |       |                                   |                                                                                                |
| 13 oktober WK 1978 kwalificatie № 304 «onderlinge duels» 20:00 uur (UTC+1) | Nederland                       | 2 – 2 | Noord-Ierland                     | Stadion Feijenoord, Rotterdam Toeschouwers: 56.000 Scheidsrechter: Ángel Franco Martínez (ESP) |
| 13 oktober WK 1978 kwalificatie № 304 «onderlinge duels» 20:00 uur (UTC+1) | Ruud Krol 64' Johan Cruijff 66' |       | 4' Chris McGrath 88' Derek Spence | Stadion Feijenoord, Rotterdam Toeschouwers: 56.000 Scheidsrechter: Ángel Franco Martínez (ESP) |

|                                                                             |                                      |       |               |                                                                        |
| 10 november WK 1978 kwalificatie № 305 «onderlinge duels» 20:00 uur (UTC+1) | België                               | 2 – 0 | Noord-Ierland | Sclessin, Luik Toeschouwers: 25.081 Scheidsrechter: Adolf Prokop (DDR) |
| 10 november WK 1978 kwalificatie № 305 «onderlinge duels» 20:00 uur (UTC+1) | Roger Van Gool 28' Raoul Lambert 53' |       |               | Sclessin, Luik Toeschouwers: 25.081 Scheidsrechter: Adolf Prokop (DDR) |

### 1977
|                                                                       |                                                                                                |       |               |                                                                                         |
| 27 april Vriendschappelijk № 306 «onderlinge duels» 20:00 uur (UTC+1) | West-Duitsland                                                                                 | 5 – 0 | Noord-Ierland | Müngersdorfer Stadion, Keulen Toeschouwers: 58.000 Scheidsrechter: Károly Palotai (HUN) |
| 27 april Vriendschappelijk № 306 «onderlinge duels» 20:00 uur (UTC+1) | Rainer Bonhof 55' (pen.) Klaus Fischer 58' Dieter Müller 65' Klaus Fischer 84' Heinz Flohe 90' |       |               | Müngersdorfer Stadion, Keulen Toeschouwers: 58.000 Scheidsrechter: Károly Palotai (HUN) |

|                                                                                  |                  |       |                                    |                                                                                 |
| 28 mei British Home Championship 1977 № 307 «onderlinge duels» 15:00 uur (UTC+1) | Noord-Ierland    | 1 – 2 | Engeland                           | Windsor Park, Belfast Toeschouwers: 35.000 Scheidsrechter: Brian McGinlay (SCO) |
| 28 mei British Home Championship 1977 № 307 «onderlinge duels» 15:00 uur (UTC+1) | Chris McGrath 4' |       | 27' Mick Channon 86' Dennis Tueart | Windsor Park, Belfast Toeschouwers: 35.000 Scheidsrechter: Brian McGinlay (SCO) |

|                                                                                  |                                                          |       |               |                                                                           |
| 1 juni British Home Championship 1977 № 308 «onderlinge duels» 20:00 uur (UTC+1) | Schotland                                                | 3 – 0 | Noord-Ierland | Hampden Park, Glasgow Toeschouwers: 44.699 Scheidsrechter: John Gow (WAL) |
| 1 juni British Home Championship 1977 № 308 «onderlinge duels» 20:00 uur (UTC+1) | Kenny Dalglish 37' Gordon McQueen 61' Kenny Dalglish 79' |       |               | Hampden Park, Glasgow Toeschouwers: 44.699 Scheidsrechter: John Gow (WAL) |

|                                                                                  |                  |       |                |                                                                              |
| 3 juni British Home Championship 1977 № 309 «onderlinge duels» 19:00 uur (UTC+1) | Noord-Ierland    | 1 – 1 | Wales          | Windsor Park, Belfast Toeschouwers: 15.000 Scheidsrechter: Jack Taylor (ENG) |
| 3 juni British Home Championship 1977 № 309 «onderlinge duels» 19:00 uur (UTC+1) | Sammy Nelson 46' |       | 27' Nick Deacy | Windsor Park, Belfast Toeschouwers: 15.000 Scheidsrechter: Jack Taylor (ENG) |

|                                                                       |                     |       |               |                                                                                      |
| 11 juni WK 1978 kwalificatie № 310 «onderlinge duels» 15:00 uur (UTC) | IJsland             | 1 – 0 | Noord-Ierland | Laugardalsvöllur, Reykjavik Toeschouwers: 10.269 Scheidsrechter: Rudi Glöckner (DDR) |
| 11 juni WK 1978 kwalificatie № 310 «onderlinge duels» 15:00 uur (UTC) | Ingi Albertsson 33' |       |               | Laugardalsvöllur, Reykjavik Toeschouwers: 10.269 Scheidsrechter: Rudi Glöckner (DDR) |

|                                                                              |                                     |       |         |                                                                                               |
| 21 september WK 1978 kwalificatie № 102 «onderlinge duels» 16:30 uur (UTC+1) | Noord-Ierland                       | 2 – 0 | IJsland | Windsor Park, Belfast Toeschouwers: 17.000 Scheidsrechter: Henning Lund Sørensen (Denemarken) |
| 21 september WK 1978 kwalificatie № 102 «onderlinge duels» 16:30 uur (UTC+1) | Chris McGrath 67' Sammy McIlroy 76' |       |         | Windsor Park, Belfast Toeschouwers: 17.000 Scheidsrechter: Henning Lund Sørensen (Denemarken) |

|                                                                            |               |                          |           |                                                                                  |
| 12 oktober WK 1978 kwalificatie № 312 «onderlinge duels» 15:00 uur (UTC+1) | Noord-Ierland | 0 – 1                    | Nederland | Windsor Park, Belfast Toeschouwers: 33.000 Scheidsrechter: António Garrido (POR) |
| 12 oktober WK 1978 kwalificatie № 312 «onderlinge duels» 15:00 uur (UTC+1) |               | 76' Willy van de Kerkhof |           | Windsor Park, Belfast Toeschouwers: 33.000 Scheidsrechter: António Garrido (POR) |

|                                                                           |                                                           |       |               |                                                                                 |
| 16 november WK 1978 kwalificatie № 313 «onderlinge duels» 14:30 uur (UTC) | België                                                    | 3 – 0 | Noord-Ierland | Windsor Park, Belfast Toeschouwers: 5.200 Scheidsrechter: Georges Konrath (FRA) |
| 16 november WK 1978 kwalificatie № 313 «onderlinge duels» 14:30 uur (UTC) | Gerry Armstrong 42' Chris McGrath 59' Gerry Armstrong 70' |       |               | Windsor Park, Belfast Toeschouwers: 5.200 Scheidsrechter: Georges Konrath (FRA) |

### 1978
|                                                                                  |                     |       |                    |                                                                           |
| 13 mei British Home Championship 1978 № 314 «onderlinge duels» 15:00 uur (UTC+1) | Schotland           | 1 – 1 | Noord-Ierland      | Hampden Park, Glasgow Toeschouwers: 64.433 Scheidsrechter: John Gow (WAL) |
| 13 mei British Home Championship 1978 № 314 «onderlinge duels» 15:00 uur (UTC+1) | Derek Johnstone 36' |       | 26' Martin O'Neill | Hampden Park, Glasgow Toeschouwers: 64.433 Scheidsrechter: John Gow (WAL) |

|                                                                                  |               |       |               |                                                                                |
| 16 mei British Home Championship 1978 № 315 «onderlinge duels» 19:45 uur (UTC+1) | Engeland      | 1 – 0 | Noord-Ierland | Wembley Stadium, Londen Toeschouwers: 55.000 Scheidsrechter: John Gordon (SCO) |
| 16 mei British Home Championship 1978 № 315 «onderlinge duels» 19:45 uur (UTC+1) | Phil Neal 44' |       |               | Wembley Stadium, Londen Toeschouwers: 55.000 Scheidsrechter: John Gordon (SCO) |

|                                                                                  |                       |       |               |                                                                                |
| 19 mei British Home Championship 1978 № 316 «onderlinge duels» 19:30 uur (UTC+1) | Wales                 | 1 – 0 | Noord-Ierland | Racecourse Ground, Wrexham Toeschouwers: 9.077 Scheidsrechter: Ken Burns (ENG) |
| 19 mei British Home Championship 1978 № 316 «onderlinge duels» 19:30 uur (UTC+1) | Nick Deacy 70' (pen.) |       |               | Racecourse Ground, Wrexham Toeschouwers: 9.077 Scheidsrechter: Ken Burns (ENG) |

|                                                                              |         |       |               |                                                                                |
| 20 september EK 1980 kwalificatie № 317 «onderlinge duels» 15:00 uur (UTC+1) | Ierland | 0 – 0 | Noord-Ierland | Lansdowne Road, Dublin Toeschouwers: 37.681 Scheidsrechter: Francis Rion (BEL) |
| 20 september EK 1980 kwalificatie № 317 «onderlinge duels» 15:00 uur (UTC+1) |         |       |               | Lansdowne Road, Dublin Toeschouwers: 37.681 Scheidsrechter: Francis Rion (BEL) |

|                                                                            |                                      |       |                    |                                                                              |
| 25 oktober EK 1980 kwalificatie № 318 «onderlinge duels» 15:00 uur (UTC+1) | Noord-Ierland                        | 2 – 1 | Denemarken         | Windsor Park, Belfast Toeschouwers: 20.184 Scheidsrechter: Rolf Haugen (NOR) |
| 25 oktober EK 1980 kwalificatie № 318 «onderlinge duels» 15:00 uur (UTC+1) | Derek Spence 63' Trevor Anderson 85' |       | 51' Henning Jensen | Windsor Park, Belfast Toeschouwers: 20.184 Scheidsrechter: Rolf Haugen (NOR) |

|                                                                             |           |                                      |               |                                                                                           |
| 29 november EK 1980 kwalificatie № 319 «onderlinge duels» 17:00 uur (UTC+2) | Bulgarije | 0 – 2                                | Noord-Ierland | Vasil Levski Nationaal Stadion, Sofia Toeschouwers: 11.048 Scheidsrechter: Hilmi Ok (TUR) |
| 29 november EK 1980 kwalificatie № 319 «onderlinge duels» 17:00 uur (UTC+2) |           | 17' Gerry Armstrong 82' Billy Caskey |               | Vasil Levski Nationaal Stadion, Sofia Toeschouwers: 11.048 Scheidsrechter: Hilmi Ok (TUR) |

### 1979
|                                                                          |                                                                      |       |               |                                                                                 |
| 7 februari EK 1980 kwalificatie № 320 «onderlinge duels» 19:45 uur (UTC) | Engeland                                                             | 4 – 0 | Noord-Ierland | Wembley Stadium, Londen Toeschouwers: 91.244 Scheidsrechter: Ulf Eriksson (SWE) |
| 7 februari EK 1980 kwalificatie № 320 «onderlinge duels» 19:45 uur (UTC) | Kevin Keegan 24' Bob Latchford 46' Dave Watson 49' Bob Latchford 63' |       |               | Wembley Stadium, Londen Toeschouwers: 91.244 Scheidsrechter: Ulf Eriksson (SWE) |

|                                                                       |                                       |       |           |                                                                                  |
| 2 mei EK 1980 kwalificatie № 321 «onderlinge duels» 19:00 uur (UTC+1) | Noord-Ierland                         | 2 – 0 | Bulgarije | Windsor Park, Belfast Toeschouwers: 15.540 Scheidsrechter: Anders Mattsson (FIN) |
| 2 mei EK 1980 kwalificatie № 321 «onderlinge duels» 19:00 uur (UTC+1) | Chris Nicholl 15' Gerry Armstrong 33' |       |           | Windsor Park, Belfast Toeschouwers: 15.540 Scheidsrechter: Anders Mattsson (FIN) |

|                                                                                  |               |                                   |          |                                                                            |
| 19 mei British Home Championship 1979 № 322 «onderlinge duels» 15:00 uur (UTC+1) | Noord-Ierland | 0 – 2                             | Engeland | Windsor Park, Belfast Toeschouwers: 35.000 Scheidsrechter: Ian Foote (SCO) |
| 19 mei British Home Championship 1979 № 322 «onderlinge duels» 15:00 uur (UTC+1) |               | 11' Dave Watson 14' Steve Coppell |          | Windsor Park, Belfast Toeschouwers: 35.000 Scheidsrechter: Ian Foote (SCO) |

|                                                                                  |                   |       |               |                                                                               |
| 22 mei British Home Championship 1979 № 323 «onderlinge duels» 20:00 uur (UTC+1) | Schotland         | 1 – 0 | Noord-Ierland | Hampden Park, Glasgow Toeschouwers: 28.524 Scheidsrechter: Clive Thomas (WAL) |
| 22 mei British Home Championship 1979 № 323 «onderlinge duels» 20:00 uur (UTC+1) | Arthur Graham 76' |       |               | Hampden Park, Glasgow Toeschouwers: 28.524 Scheidsrechter: Clive Thomas (WAL) |

|                                                                                  |                 |       |                  |                                                                               |
| 25 mei British Home Championship 1979 № 324 «onderlinge duels» 19:00 uur (UTC+1) | Noord-Ierland   | 1 – 1 | Wales            | Windsor Park, Belfast Toeschouwers: 6.500 Scheidsrechter: John Homewood (ENG) |
| 25 mei British Home Championship 1979 № 324 «onderlinge duels» 19:00 uur (UTC+1) | Derek Spence 1' |       | 63' Robbie James | Windsor Park, Belfast Toeschouwers: 6.500 Scheidsrechter: John Homewood (ENG) |

|                                                                        |                                                                          |       |               |                                                                                           |
| 6 juni EK 1980 kwalificatie № 325 «onderlinge duels» 19:00 uur (UTC+1) | Denemarken                                                               | 4 – 0 | Noord-Ierland | Københavns Idrætspark, Kopenhagen Toeschouwers: 16.500 Scheidsrechter: Rudi Frickel (FRG) |
| 6 juni EK 1980 kwalificatie № 325 «onderlinge duels» 19:00 uur (UTC+1) | Preben Elkjær 30' Preben Elkjær 33' Allan Simonsen 63' Preben Elkjær 83' |       |               | Københavns Idrætspark, Kopenhagen Toeschouwers: 16.500 Scheidsrechter: Rudi Frickel (FRG) |

|                                                                            |                         |       | |                                                                                |
| 17 oktober EK 1980 kwalificatie № 326 «onderlinge duels» 15:00 uur (UTC+1) | Noord-Ierland           | 1 – 5 | Engeland                                                                                           | Windsor Park, Belfast Toeschouwers: 17.755 Scheidsrechter: Alexis Ponnet (BEL) |
| 17 oktober EK 1980 kwalificatie № 326 «onderlinge duels» 15:00 uur (UTC+1) | Vic Moreland 50' (pen.) |       | 18' Trevor Francis 34' Tony Woodcock 57' Tony Woodcock 62' Trevor Francis 74' (e.d.) Jimmy Nicholl | Windsor Park, Belfast Toeschouwers: 17.755 Scheidsrechter: Alexis Ponnet (BEL) |

|                                                                             |                     |       |         |                                                                              |
| 21 november EK 1980 kwalificatie № 327 «onderlinge duels» 14:30 uur (UTC+1) | Noord-Ierland       | 1 – 0 | Ierland | Windsor Park, Belfast Toeschouwers: 13.215 Scheidsrechter: André Daina (SUI) |
| 21 november EK 1980 kwalificatie № 327 «onderlinge duels» 14:30 uur (UTC+1) | Gerry Armstrong 54' |       |         | Windsor Park, Belfast Toeschouwers: 13.215 Scheidsrechter: André Daina (SUI) |

CONMEBOL: Colombia · Ecuador

UEFA: Albanië · België · Bulgarije · Cyprus · Denemarken · West-Duitsland · Duitse Democratische Republiek · Engeland · Finland · Frankrijk · Griekenland · Hongarije · IJsland · Ierland · Italië · Joegoslavië · Luxemburg · Malta · Nederland · Noord-Ierland · Noorwegen · Oostenrijk · Polen · Portugal · Roemenië · Schotland ·  Sovjet-Unie ·  Spanje · Tsjecho-Slowakije · Turkije · Wales ·  Zweden · Zwitserland

CAF: Madagaskar AFC: Israël

IFA · A-internationals · Selecties · Bondscoaches · Noord-Iers vrouwenelftal · Brits olympisch elftal · N-Ierland U21 · N-Ierland U20 · N-Ierland U19 · N-Ierland U18 · N-Ierland U17 · N-Ierland U16
1882 – 1899 ·
1900 – 1919 ·
1920 – 1929 ·
1930 – 1939 ·
1940 – 1949 ·
1950 – 1959 ·
1960 – 1969 ·
1970 – 1979 ·
1980 – 1989 ·
1990 – 1999 ·
2000 – 2009 ·
2010 – 2019 ·
2020 – 2029
EK 2016
WK 1958 · 
WK 1982 · 
WK 1986
1921 · 
1922 · 
1923 · 
1924 · 
1925 · 
1926 · 
1927 · 
1928 · 
1929 · 
1930 · 
1931 · 
1932 · 
1933 · 
1934 · 
1935 · 
1936 · 
1937 · 
1938 · 
1939 · 
1940 · 1941 · 1942 · 1943 · 1944 · 1945 · 
1946 · 
1947 · 
1948 · 
1949 · 
1950 · 
1952 · 
1952 · 
1953 · 
1954 · 
1955 · 
1956 · 
1957 · 
1958 · 
1959 · 
1960 · 
1961 · 
1962 · 
1963 · 
1964 · 
1965 · 
1966 · 
1967 · 
1968 · 
1969 · 
1970 · 
1971 · 
1972 · 
1973 · 
1974 · 
1975 · 
1976 · 
1977 · 
1978 · 
1979 · 
1980 · 
1981 · 
1982 · 
1983 · 
1984 · 
1985 · 
1986 · 
1987 · 
1988 · 
1989 · 
1990 ·
1991 · 
1992 · 
1993 · 
1994 · 
1995 · 
1996 · 
1997 · 
1998 · 
1999 · 
2000 · 
2001 · 
2002 · 
2003 · 
2004 · 
2005 · 
2006 · 
2007 · 
2008 · 
2009 · 
2010 · 
2011 · 
2012 · 
2013 · 
2014 · 
2015 · 
2016 · 
2017 · 
2018 · 
2019 · 
2020 · 
2021 ·
2022 ·
2023 ·
2024
Albanië ·
Algerije ·
Andorra ·
Argentinië ·
Armenië ·
Australië ·
Azerbeidzjan ·
Barbados ·
België ·
Bosnië en Herzegovina ·
Brazilië ·
Bulgarije ·
Canada ·
Chili ·
Colombia ·
Costa Rica ·
Cyprus ·
Denemarken ·
Duitsland ·
Engeland ·
Estland ·
Faeröer ·
Finland ·
Frankrijk ·
Georgië · 
Griekenland ·
Honduras ·
Hongarije ·
Ierland ·
IJsland ·
Israël ·
Italië ·
Joegoslavië ·
Kazachstan ·
Kosovo ·
Kroatië ·
Letland ·
Liechtenstein ·
Litouwen ·
Luxemburg · 
Malta ·
Marokko ·
Mexico ·
Moldavië ·
Montenegro ·
Nederland ·
Nieuw-Zeeland ·
Noorwegen ·
Oekraïne ·
Oostenrijk ·
Panama ·
Polen ·
Portugal ·
Qatar ·
Roemenië ·
Rusland ·
Saint Kitts en Nevis ·
San Marino ·
Schotland ·
Servië ·
Servië en Montenegro ·
Slovenië ·
Slowakije ·
Sovjet-Unie ·
Spanje ·
Thailand ·
Trinidad en Tobago ·
Tsjechië ·
Tsjecho-Slowakije ·
Turkije ·
Uruguay ·
Verenigde Staten ·
Wales ·
Wit-Rusland · 
Zuid-Korea ·
Zweden ·
Zwitserland
Frankrijk (1982) · Oekraïne (2016) · Oostenrijk (1982) · Polen (2016)